# Poul Jensen (football, 1934)
Pour les articles homonymes, voir Poul Jensen et Jensen.
Poul Jensen, né le 28 mars 1934 à Vejle et mort le 9 janvier 2000, est un footballeur international danois. Il évoluait au poste d'arrière droit.

## Biographie

### En club
Poul Jensen est joueur dans le club de sa ville natale le Vejle BK de 1950 à 1966,,.
Il réalise le tout premier doublé Coupe/Champion du Danemark de l'histoire du club en 1958.
Vejle est vainqueur de la coupe nationale à nouveau en 1959.

### En équipe nationale
International danois, il reçoit 32 sélections pour aucun but marqué en équipe du Danemark entre 1959 et 1962,.
Son premier match en sélection a lieu le 26 juin 1959 en amical contre l'Islande (victoire 4-2 à Reykjavik) dans le cadre des éliminatoires des JO 1960.
Il est le capitaine de l'équipe danoise médaillée d'argent aux Jeux olympiques de 1960. Il dispute toutes les rencontres de la compétition.
Son dernier match en sélection a lieu le 28 octobre 1962 contre la Suède (défaite 2-4 à Solna) dans le cadre du Championnat nordique toujours en tant que capitaine.

## Palmarès
| Vejle BK - Championnat du Danemark (1) : - Champion : 1958. - Coupe du Danemark (2) : - Vainqueur : 1958 et 1959. |  | Danemark - Jeux olympiques : - Argent : 1960. |